# Keyhole Markup Language
Keyhole Markup Language, ook wel afgekort als KML, is een op XML gebaseerde standaardopmaaktaal voor geografische data. Het wordt met name gebruikt voor het programma Google Earth. Maar ook Google Maps en Marble zijn in staat om KML-bestanden weer te geven.
Het KML-bestand beschrijft een aantal kenmerken (locaties (placemarks), beelden/figuren (images), 3D-modellen, tekstuele beschrijvingen) die weergegeven worden in bv. Google Earth en Google Maps. KML en GML hebben een gemeenschappelijke grammaticale vorm.
KML is ontwikkeld door Keyhole Inc., dat in 2004 werd overgenomen door Google Inc.. KML is in 2008 als ISO-standaard erkend. Sindsdien wordt het beheer en de ontwikkeling gedaan door het Open Geospatial Consortium, een onafhankelijke internationale organisatie.

## Voorbeeld
```
 
<?xml version="1.0" encoding="UTF-8"?>

 
<kml
 
xmlns=
"http://earth.google.com/kml/2.0"
>

 
<Placemark>

   
<description>
New
 
York
 
City
</description>

   
<name>
New
 
York
 
City
</name>

   
<Point>

     
<coordinates>
-74.006393,40.714172,0
</coordinates>

   
</Point>

 
</Placemark>

 
</kml>

```

## KMZ
Het formaat KMZ is de gezipte versie van dit bestand. Men kan de inhoud van zo'n KMZ-bestand eenvoudig bekijken door eerst de extensie ('KMZ') te veranderen in 'ZIP'. Dus placemark.kmz ⇒ placemark.zip.
Daarna kan het zipbestand uitgepakt worden en de inhoud ervan bekeken worden. Dat is dan meestal in ieder geval een KML-bestand en mogelijk enkele bijbehorende afbeeldingen.